# Victor Anichebe
Victor Anichebe (Lagos, 23 de abril de 1988) é um futebolista nigeriano que atua como atacante. Atualmente, joga pelo Beijing Enterprises.

## Carreira
Atuando desde 2006 pelo Everton, deixou o clube em 2 de setembro de 2013 para integrar o West Bromwich por três anos.
Foi medalhista de prata pela Seleção Nigeriana nos Jogos Olímpicos de 2008.